# San Antonio de Guerra
San Antonio de Guerra – miasto w Dominikanie, w prowincji Santo Domingo.